# 吴正宪
吴正宪（1954年8月—），女，蒙古族，北京市人，中华人民共和国小学数学教师，北京教育科学研究院基础教育教学研究中心小学数学室主任，中国民主促进会会员，第十二届全国人民代表大会北京地区代表。
吴正宪1970年开始从教，当时只有16岁。她后来成为了全国模范教师、数学特级教师、国家督学、全国小学数学专业委员会副理事长、北京教育科学研究院儿童数学教育研究所所长。
吴正宪毕业于北京市委党校行政管理专业，大专学历。2013年，被选为全国人大代表。